# Una donna tra due mondi
Una donna tra due mondi è un film del 1936 diretto da Goffredo Alessandrini.
Realizzato in doppia versione italiana e tedesca con un cast differente a eccezione di Isa Miranda, la versione teutonica fu diretta da Arthur Maria Rabenalt e intitolata Die Liebe des Maharadscha.

## Trama
Il ricco marajà indiano Suraj, esiliato dei suoi avversari,  si è stabilito a Sanremo, dove conduce una vita agiata, ma intristita dalla nostalgia per il suo paese e per l’amata moglie Anarkalli, che crede morta. Spera, con l’appoggio del ministro inglese Winston, di poter rientrare in patria, ma i suoi progetti vengono ostacolati da Daisy, un’attricetta che mira a sedurlo per la sua ricchezza. Quando nell'albergo in cui risiede il marajà, arriva un gruppo di musicisti, egli è colpito dalla somiglianza di Mira, la pianista del quartetto, con sua moglie. e si offre di sposarla, offrendole una prospettiva di ricchezza.
Dapprima Mira accetta le attenzioni del ricco indiano, poi si rende conto di essere solo la copia di Anarkalli e chiede di essere lasciata libera. Tornerà con Stefano, il violinista del gruppo, con il quale era già legata, anche se l'avventura vissuta a Sanremo li aveva allontanati. Nel frattempo Suraj ed il ministro inglese riescono a coronare il progetto di ritorno del marajà nel suo paese, dove egli scoprirà che la sua amata moglie è ancora viva.

## Realizzazione del film

### Soggetto e sceneggiatura
Una donna tra due mondi è tratto da un romanzo dello scrittore di origine ungherese, poi diventato austriaco ed infine inglese Louis de Wohl, pubblicato in Germania nel 1930 con il titolo Die weisse Frau des Maharadscha (La donna bianca del marajà).
Alla sceneggiatura lavorò anche lo scrittore italiano Corrado Alvaro, per quello che era il secondo film "tedesco" della Miranda (il primo fu Il diario di una donna amata, girato a Vienna nella seconda metà del 1935), anche se entrambi questi suoi lavori cinematografici sono ritenuti "minori" rispetto ad altri realizzati successivamente quali Terra di nessuno (1939) e Fari nella nebbia (1942).

### Produzione
Il film era il frutto di una co-produzione italo tedesca. L'azienda italiana era la "Astra film", una società attiva tra il 1936 ed il 1939, che aveva iniziato proprio con il citato Diario di una donna amata e che poi realizzerà alcuni noti film italiani nella seconda metà degli anni trenta (tra cui I due misantropi e Il signor Max). Da parte tedesca la produzione era della "Bavaria", che aveva offerto alla Miranda un contratto a lunga scadenza, che poi però darà luogo ad un solo successivo film. La doppia produzione equivaleva anche ad una doppia versione del film, secondo una prassi molto utilizzata dalla cinematografia italiana del tempo «povera di capitali, ma bisognosa ed avida di sostegni statali». La lavorazione iniziò nel gennaio 1936 ed avvenne interamente in Italia, con esterni a Sanremo, mentre per gli interni furono utilizzati gli stabilimenti "Cines".

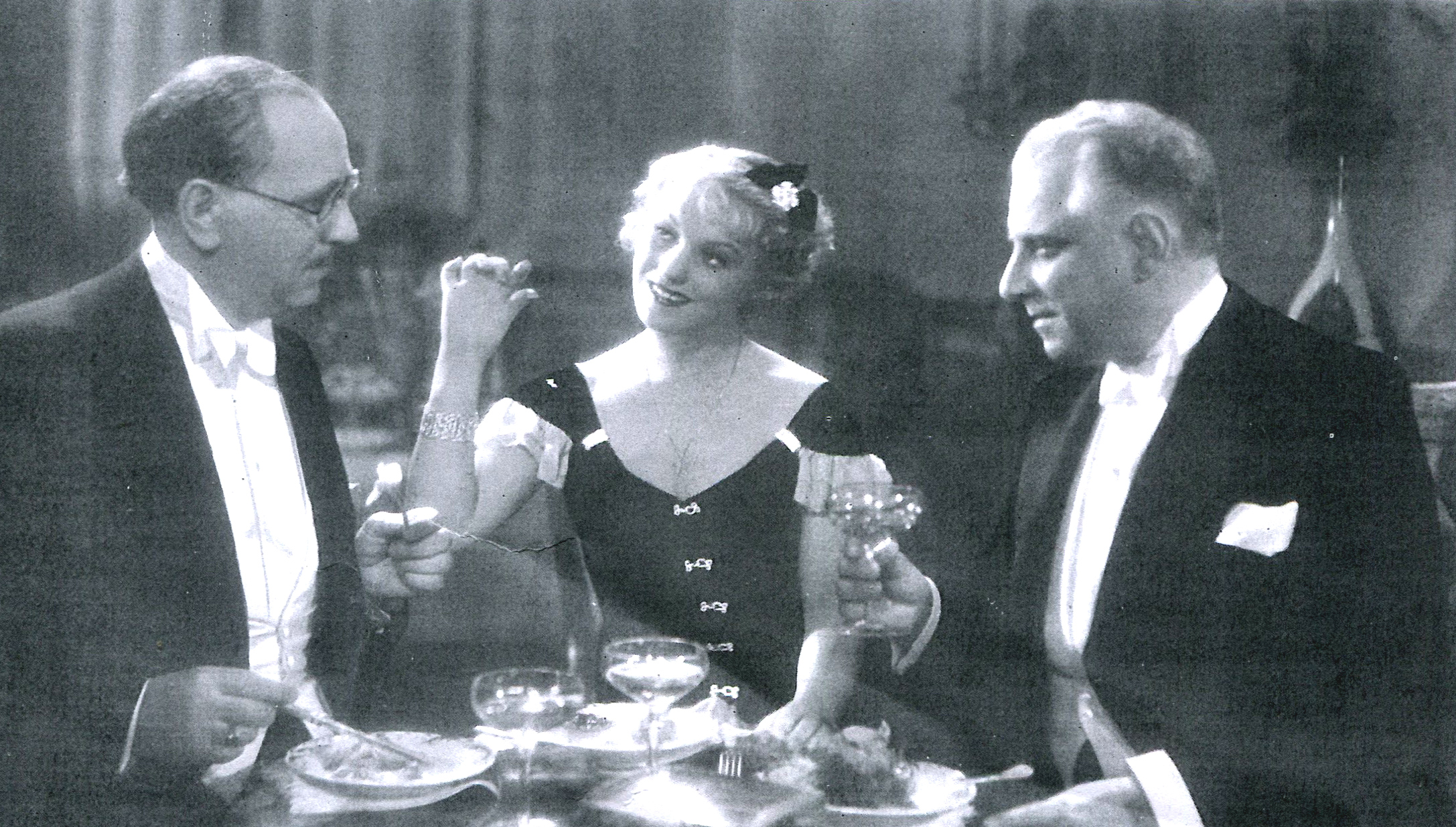
Fotogramma del film con Olinto Cristina, Assia Noris ed Ernesto Sabbatini

### Regia
Le due versioni del film vennero dirette da registi diversi. Quella italiana fece capo a Goffredo Alessandrini, il quale, rievocando quasi quarant'anni dopo questa esperienza, la considerò «una cosa piuttosto balorda, per la quale fui scelto solo perché avevo vissuto all'estero e parlavo le lingue». La versione tedesca fu affidata ad Arthur Maria Rabenalt. I due registi non trovarono alcun accordo per una direzione comune del film e finirono per girare le due versioni a giorni alterni. Isa Miranda ricorderà ironicamente di essersi trovata in mezzo ai loro continui diverbi: «la scena che andava bene per l'uno non piaceva all'altro; discutevano per ore intere ed alla fine toccava a me metterli d'accordo recitando come ognuno dei due voleva. Non ero una donna tra due mondi, ma una donna tra due registi !».

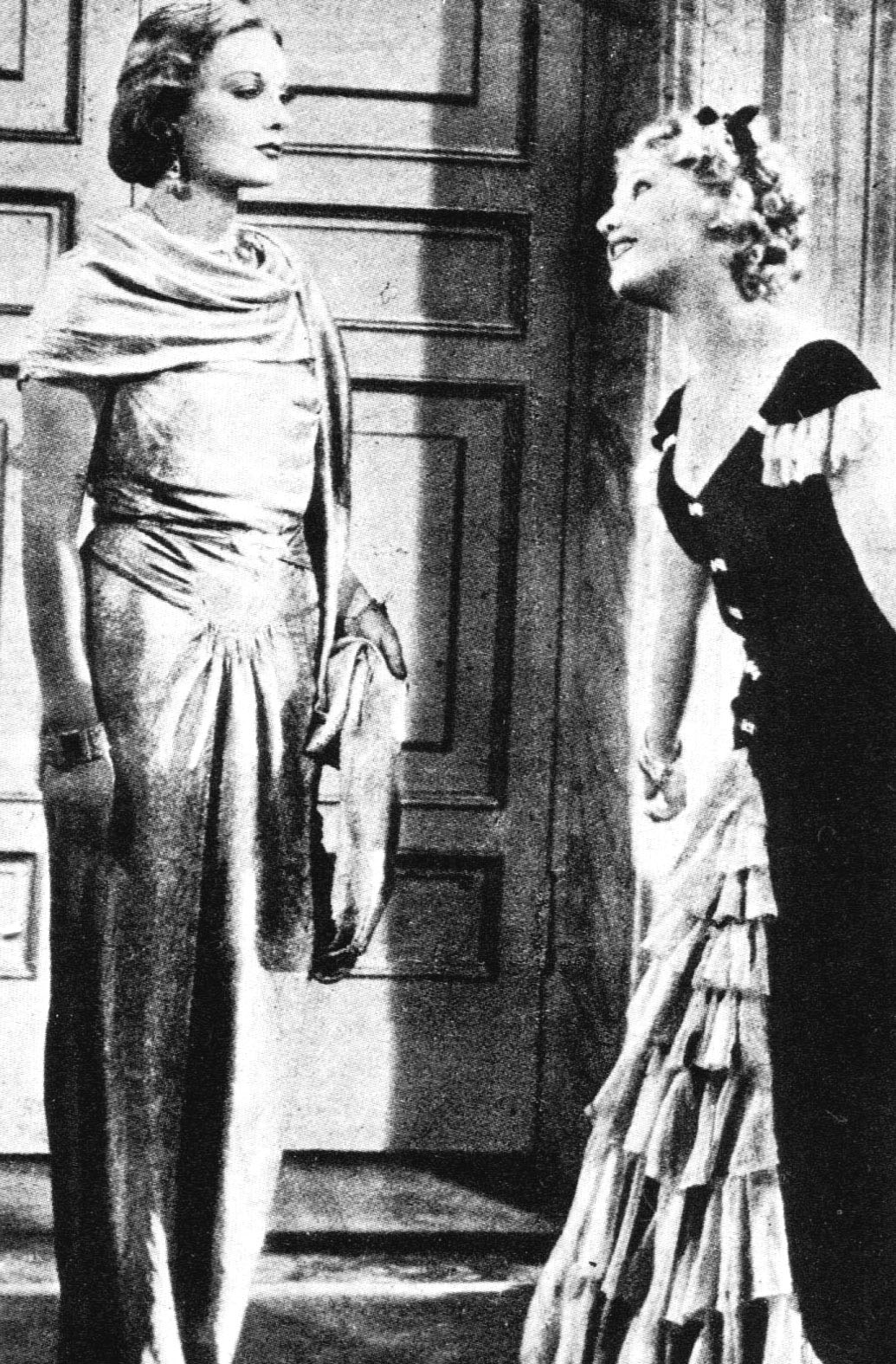
Isa Miranda ed Assia Noris. Una donna tra due mondi fu l'unico film in cui le due attrici lavorarono assieme

### Interpreti
Per Isa Miranda questo fu il secondo film della sua "trilogia tedesca" del 1935-36. Dopo i successi ottenuti con La signora di tutti e Passaporto rosso, era ormai diventata un'attrice nota a livello internazionale, ma non aveva più trovato in Italia ruoli adatti. Questa difficoltà - dovuta, secondo lei, anche al suo rifiuto di far parte del "cinema di regime" - la portò ad accettare le proposte di produttori esteri, il che la costrinse, già in occasione della lavorazione viennese del Diario di una donna amata, a dover imparare il tedesco. La sua acquisita padronanza della lingua le consentì di interpretare, senza doppiaggio, entrambe le versioni del film. Accanto a lei ebbe un ruolo anche Assia Noris e questo fu l'unico film nel quale le due attrici lavorarono assieme.
L'interprete maschile, Vasa Prihoda, era davvero un noto violinista ceco. Trovandosi sul "set" per la prima (ed ultima) volta, manifestò un impaccio totale rispetto alla macchina da presa, tanto che ogni suo movimento di scena dovette essere guidato da addetti fuori campo.

## Accoglienza
La lavorazione di Una donna tra due mondi terminò nel maggio del 1936 ed il mese seguente il film ottenne senza problemi il visto della censura italiana. Venne distribuito in Italia nei mesi autunnali dello stesso anno, ottenendo dalla critica commenti non molto positivi, che fecero comunque salva la presenza della Miranda: «Non le resta che ottenere, come presto otterrà, la consacrazione hollywoodiana, e quindi anche film di dubbio valore artistico come questa Donna tra due mondi non le può nuocere (ma) il salvataggio di questa pellicola è costituito solo dal violino di Prihoda, che vi suona dentro senza economia»
Non furono apprezzati neppure i richiami esotici: «Per dare un colorito alle materie stantie, qui il terzo incomodo diventa addirittura un marajà. Quando i nostri [italiani - ndr] film sempre più si impongono per nobiltà e serietà di assunti, questo relitto di internazionalismo non è molto incoraggiante», e venne criticata anche la trama: «la lacuna fondamentale è che la donna tra due mondi non è affatto tra due mondi; gli sceneggiatori non hanno fatto il minimo sforzo per introdurre nel personaggio un minimo di dilemma, sicché il film, ben avviato nella prima parte, nella seconda si affloscia»
Come per tutta la produzione italiana del periodo non è noto quale sia stato il risultato economico del film.